# Erzbistum Minsk-Mahiljou
Das Erzbistum Minsk-Mahiljou (belarussisch Мінска-Магілёўская архідыяцэзія Minska-Mahiljouskaja archidyjazesija, lateinisch Archidioecesis Minscensis Latinorum-Mohiloviensis Latinorum) ist heute das römisch-katholische Erzbistum für Belarus. Es hatte im 18./19. Jahrhundert eine herausragende Bedeutung für die römisch-katholische Kirche im Russischen Reich.
Die Residenz des Erzbischofs befindet sich in Minsk.

## Geschichte

### Erzbistum Mahiljou
Bis zum 18. Jahrhundert lebten nur wenige Katholiken im russischen Kaiserreich. Die Seelsorge für diese wenigen Gläubigen konnte nur durch Missionsstationen, etwa durch Angehörige des Jesuitenordens, die ab 1648 in Moskau tätig waren, erfolgen. Im Jahr 1706 gewährte Zar Peter der Große den Katholiken die freie Religionsausübung unter der Bedingung, keine Konversionen orthodoxer Gläubiger zu fördern.
Durch die Teilungen Polens kamen ab 1772 viele hunderttausend Katholiken unter russische Herrschaft. Anders als bei der Unierten Kirche versuchte der russische Staat, die römisch-katholische Kirche für seine Zwecke zu instrumentalisieren. Die Gründung katholischer Gemeinden auch im russischen Stammgebiet, wie z. B. durch die Franziskaner in Sankt Petersburg und die Eröffnung katholischer Schulen wurde ermöglicht. Der katholischen Kirche und ihren Einrichtungen wurde zudem Steuerfreiheit eingeräumt. Da in der ersten Teilung keine der alten polnischen Bischofssitze an Russland fielen, gründete Zarin Katharina die Große im Jahr 1783 eine katholische Diözese mit Sitz in Mahiljou, die das gesamte Gebiet des russischen Reiches umfasste. Ohne den Papst um seine Zustimmung zu bitten, erhob die russischen Kaiserin das Bistum Mahiljou am 15. April 1783 zum Erzbistum für ganz Russland.
Mit der 2. Polnischen Teilung erweiterte das Kaiserreich das von ihm kontrollierte Territorium deutlich. Die Bischofssitze Kamjanez, Luzk, Schytomyr, Livland und Wilna fielen an Russland und wurden vorübergehend aufgehoben. Fünf Jahre später wurden vier der fünf aufgehobenen Bistümer wiedererrichtet. Dabei entstanden mit Datum vom 8. August 1798 die Bistümer Kamjanez, Livland (unter dem Namen Samogitia) und Wilna erneut, die Bistümer Luzk und Schytomyr wurden zu einer Diözese vereinigt. Zusätzlich wurde das Bistum Minsk aus Gebietsanteilen des Erzbistums Mahiljou neu eingerichtet.
Während des 19. Jahrhunderts war der Katholizismus in Russland Verfolgungen durch den Staat ausgesetzt, insbesondere während der Regentschaft Nikolaus’ I. und Alexanders II. (1825–81).
Der letzte Erzbischof von Mahiljou, Eduard von der Ropp, wurde 1919 nach nur zweijähriger Amtszeit von den bolschewistischen Machthabern verhaftet und nach Polen abgeschoben, wo er 1939 starb. Auf dem Territorium des Erzbistums wurden 1926 mehrere apostolische Administraturen eingerichtet, die jedoch in der Zeit der Sowjetunion wenig Wirkung entfalten konnten.

### Bistum Minsk
Nach der Begründung des Bischofssitzes in Minsk aus Teilen des Territoriums des Erzbistums Mahiljou am 9. August 1798 behielt das Bistum bis zum Tod des Bischofs Adam Wojtkiewicz im Januar 1870 seine Eigenständigkeit. Anschließend wurde das Bistum Minsk bis 1917 in Personalunion von den Erzbischöfen von Mahiljou mitverwaltet. Nachdem die russische Regierung unter Alexander Fjodorowitsch Kerenski entschieden hatte, die Diözese Minsk wiederzuerrichten, wurde der spätere Bischof von Riga und Danzig, Eduard O’Rourke, zum Diözesanadministrator ernannt. Im November 1917 wurde Zygmunt Łoziński zum Bischof ernannt, der 1921 nach längerer Haft unter dem bolschewistischen Regime nach Polen abgeschoben wurde. 1925 wurden Teile des Territoriums der Diözese Minsk zur Gründung des Bistums Pinsk abgegeben, dessen erster Bischof Łoziński wurde.

### Erzbistum Minsk-Mahiljou
Nach dem Ende der kommunistischen Kirchenverfolgung in der Sowjetunion konnte mit dem späteren Erzbischof Tadeusz Kondrusiewicz im Mai 1989 in Minsk wieder ein Administrator im Bischofsrang eingesetzt werden. Papst Johannes Paul II. vereinigte am 13. April das Bistum Minsk mit dem Erzbistum Mahiljou zum Erzbistum Minsk-Mahiljou. Gleichzeitig wurden alle zwischenzeitlich auf deren Territorien errichteten Administraturen aufgehoben. Nach Jahrzehnten der Sedisvakanz wurde mit gleichem Datum Kazimierz Świątek zum Erzbischof der vereinten Erzdiözese ernannt. Der 1994 zum Kardinal ernannte Erzbischof übte sein Amt bis zu seinem Rücktritt mit 91 Jahren aus.
Dem Erzbistum Minsk-Mahiljou wurden das Bistum Pinsk und das 1991 errichtete Bistum Hrodna als Suffragandiözesen unterstellt. Am 13. Oktober 1999 errichtete Papst Johannes Paul II. aus Gebietsanteilen des Erzbistums Minsk-Mahiljou das Bistum Wizebsk, das diesem ebenfalls als Suffragan unterstellt wurde.

## Erzbischöfe von Mahiljou bzw. Minsk-Mahiljou
- Stanisław Jan Bohusz Siestrzeńcewicz (1783–1826)
- Kasper Kazimierz Cieciszowski (1828–1831)
- Mateusz Lipski (1831–1841)
- Ignacy Ludwik Pawłowski (1841–1842)
- Kazimierz Dmochowski (1848–1851)
- Ignacy Hołowiński (1851–1855)
- Wacław Żyliński (1856–1863)
- Antoni Fijałkowski (1872–1883) (Petersburg 1873)
- Aleksander Kazimierz Gintowt-Dziewałtowski (1883–1889)
- Szymon Marcin Kozłowski (1891–1899) (auch Bischof von Luzk)
- Bolesław Hieronim Kłopotowski (1901–1903) (auch Bischof von Luzk)
- Jerzy Józef Elizeusz Szembek (1903–1905)
- Apolinary Wnukowski (1908–1909)
- Wincenty Kluczyński (1910–1914)
- Eduard von der Ropp (1917–1939) (auch Bischof von Vilnius)
- Boļeslavs Sloskāns (1926–1981) (Apostolischer Administrator von Mahiljou)
- vakant (1981–1991)
- Kazimierz Kardinal Świątek (1991–2006)
- Tadeusz Kondrusiewicz (2007–2021)
- Iossif Staneuski (seit 2021)

### Administratoren und Bischöfe von Minsk
- Jakub Ignacy Dederko (1798–1829)
- Eduard O’Rourke, Diözesanadministrator 1917–1918, vorl. Leiter der katholischen Kirche Russlands  (Sitz: Minsk).
- Zygmunt Łoziński (1917–1925)
- Boļeslavs Sloskāns (1926–1981) (Apostolischer Administrator von Minsk)
- Tadeusz Kondrusiewicz (1989–1991)